# بکر (داراب)
بکر، روستایی در دهستان کوهستان بخش رستاق شهرستان داراب در استان فارس ایران است.

## جمعیت
بر پایه سرشماری عمومی نفوس و مسکن در سال ۱۳۹۵، جمعیت این روستا برابر با ۱۴۶ نفر (۵۶ خانوار) بوده است.